# VR Bank Ostholstein Nord – Plön
Die VR Bank Ostholstein Nord – Plön eG war eine Genossenschaftsbank mit Sitz in Neustadt in Holstein. Ihr Geschäftsgebiet war der nördliche Kreis Ostholstein und der Kreis Plön. Im Jahr 2022 fusionierte die Bank mit der VR Bank zwischen den Meeren eG in Neumünster.

## Geschäftsausrichtung
Die VR Bank Ostholstein Nord – Plön eG war eine regional arbeitende Universalbank. Ihre Geschäftsbereiche waren zum einen Kredit- und Anlagegeschäft, daneben arbeitete sie im Verbundgeschäft mit der Bausparkasse Schwäbisch Hall, der R+V Versicherung, der Fondsgesellschaft Union Investment, der DZ Bank, der Deutschen Genossenschafts-Hypothekenbank, der Münchener Hypothekenbank, der Leasing-Gesellschaft VR Leasing sowie mit der Teambank Nürnberg mit ihrem Produkt easyCredit zusammen.

## Geschichte
Die VR Bank Ostholstein Nord – Plön eG wurde am 4. März 1860 nach dem Vorbild der Kreditgenossenschaften von Hermann Schulze-Delitzsch als Vorschuß-Verein in Neustadt in Holstein gegründet. 88 angesehene Bürger Neustadts schlossen sich erstmals in dieser Form zusammen. Das Neustädter Wochenblatt berichtete 5 Tage später ausführlich darüber: „In der am letzten Sonntag abgehaltenen abendlichen Versammlung des hiesigen Handwerkervereins wurde der Entwurf eines Statuts, betreffend eines hier am Ort zu errichtenden Vorschuß-Vereins besprochen und von den anwesenden mit einigen Änderungen angenommen. Der Zweck des Vereins ist hauptsächlich dem gewerblichen Mittelstande die zu seinem Betriebe nötigen Geldmittel zu verschaffen und so einem dringenden Bedürfnisse abzuhelfen. Um einen Vorschuß aus der Vereinskasse entnehmen zu können, muß der Vorschußsuchende Mitglied des Vereins sein. Diese Mitgliedschaft wird erworben durch einen Ausschuß-Beschluß und einen Beitrag zum Reservefonds von 1 Taler, so wie durch die Einlage eines Stammantheils von 25 Talern in wöchentlichen Beiträgen von 4 bis 16 Silbergroschen oder ein für alle Mal und endlich durch Anerkennung und Unterschrift des Statuts. Die etwaigen Überschüsse werden als Dividende unter die Vereinsmitglieder verteilt.“
Bereits 1882 beschloss die Generalversammlung der Mitglieder eine Neufassung des Statuts. Der Name wurde in Vorschuß- und Sparverein in Neustadt geändert und die Genossenschaft amtlich eingetragen. Geschäfte wurden in „Geschäftslokalen“ abgewickelt. Jahrelang fungierte das Geschäftshaus der Firma E. Scheel in der Fischerstraße als solches, bis 1888 die Geschäftstätigkeit in das Haus des Vorstandsmitglieds Martin Giese in der Kremper Straße verlegt wurde.
In der Folge gründeten sich bis in die 1950er Jahre vielerorts Spar- und Darlehenskassen oder Raiffeisenbanken. Aufgrund gestiegener Anforderungen an die einzelne Bank gab es immer wieder Zusammenschlüsse, die sich in Ostholstein auf die Fehmarnsche Volksbank Raiffeisenbank eG und die Volksbank von 1860 eG konzentrierten. Die beiden Institute fusionierten dann im Jahr 2000 zur Volksbank Ostholstein Nord eG und lösten somit die Doppelpräsenz in Heiligenhafen auf.
Die Entwicklung im Kreis Plön nahm einen ähnlichen Verlauf. Die in der Fläche verteilten Genossenschaftsbanken fusionierten im Nordwesten zur Raiffeisenbank Schönberg eG, im Osten und Süden des Kreises zur Raiffeisenbank im Kreis Plön eG, die als Spar- und Darlehenskasse Lütjenburg im Jahr 1896 gegründet wurde. Beide Banken schlossen sich 1991 zur Raiffeisenbank im Kreis Plön eG, Lütjenburg zusammen.
2009 verschmolzen die Volksbank Ostholstein Nord eG und die Raiffeisenbank im Kreis Plön eG zur VR Bank Ostholstein Nord – Plön eG.

## Firmierungen
| 1860 | Vorschuß-Verein in Neustadt                                         |
| 1882 | Vorschuß- und Sparverein in Neustadt e.G.                           |
| 1892 | Vorschuß- und Sparverein e.G.m.u.H. in Neustadt in Holstein         |
| 1918 | Neustädter Bank e.G.m.b.H., Neustadt in Holstein                    |
| 1941 | Volksbank von 1860 e.G.m.B.H., Neustadt in Holstein                 |
| 1975 | Volksbank von 1860 eG, Neustadt in Holstein                         |
| 1982 | Volksbank von 1860 Spar- und Darlehenkasse eG, Neustadt in Holstein |
| 1984 | Volksbank von 1860 Raiffeisenbank eG, Neustadt in Holstein          |
| 1992 | Volksbank von 1860 eG, Neustadt in Holstein                         |
| 2000 | Volksbank Ostholstein Nord eG, Neustadt in Holstein                 |
| 2009 | VR Bank Ostholstein Nord – Plön eG, Neustadt in Holstein            |